# Nanas (Hannover)

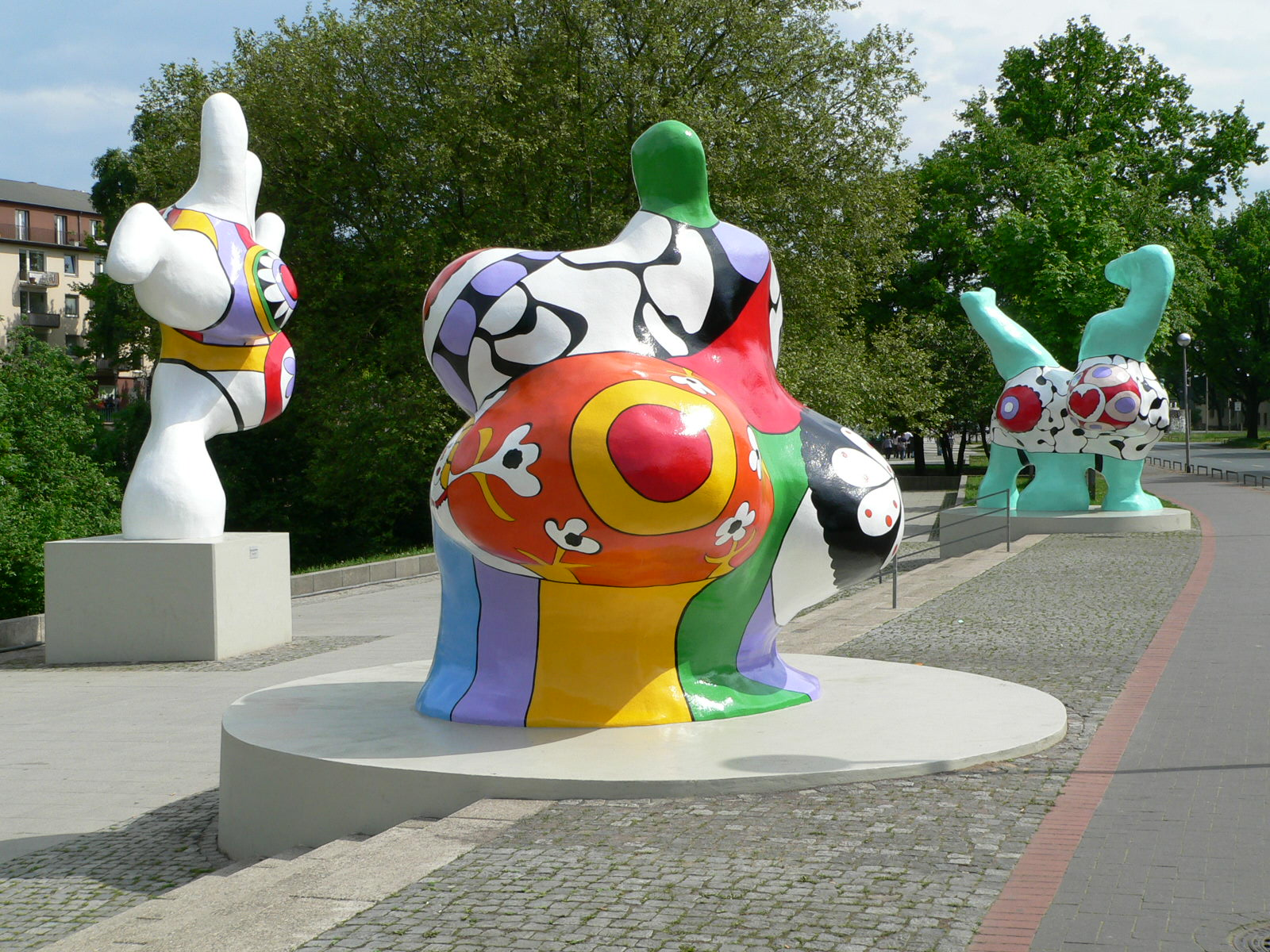
Die Nanas „Sophie“, „Charlotte“ und „Caroline“ (von links nach rechts) in Hannover

Die Nanas in Hannover sind drei Nana-Figuren der Künstlerin Niki de Saint Phalle, die 1974 in Hannover installiert wurden. Als Kunst im öffentlichen Raum sind sie Teil der Skulpturenmeile am Leibnizufer.

## Beschreibung
Die drei Nanas sind aus Polyester und Fiberglas gefertigte Plastiken. Zwei Figuren haben eine Höhe von fünf Metern und die dritte ist 3,75 Meter hoch. Sie weisen betont weibliche Formen mit ausladenden und voluminösen Rundungen auf. Die Figuren haben eine Bemalung mit leuchtend bunten Farben. Die Nanas sind als Gruppe angeordnet und stehen im Abstand von fünf bis zu 15 Metern. Ihr Standort ist ein weitläufiger Gehwegbereich zwischen der sechsspurigen Straße Leibnizufer und der Leine in Höhe des Historischen Museums. Samstags werden die Figuren durch Verkaufsstände in den Altstadt-Flohmarkt einbezogen. Benannt sind sie nach bekannten Frauen aus Hannover. Sie erhielten die Namen „Sophie“, „Caroline“ und „Charlotte“.

### Nana „Sophie“
Die Nana „Sophie“ hat weiße Arme und Beine. Sie tanzt auf einem Bein und hebt die Arme in der Luft. Die Figur ist nach der Kurfürstin Sophie von der Pfalz (1630–1714) benannt, die den Großen Garten Hannover-Herrenhausen ausgestaltete.

### Nana „Caroline“
Die auf dem Kopf stehende Nana „Caroline“ hat grüne Arme und Beine. Die Figur ist nach der in Hannover geborenen Astronomin, Violinistin und Sängerin Caroline Herschel (1750–1848) benannt. Sie folgte in jungen Jahren ihrem Bruder Wilhelm Herschel nach England, wo sie seine astronomischen Beobachtungen als wissenschaftliche Assistentin unterstützte.

### Nana „Charlotte“
Der Benennung der kunterbunten voluminösen Nana „Charlotte“ erinnert an Charlotte Buff (1753–1828), die durch Heirat mit Johann Christian Kestner den hannoverschen Hübschen Familien angehörte. Sie war der Schwarm von Johann Wolfgang von Goethe und Vorbild für die Lotte in seinem autobiografischen Roman Die Leiden des jungen Werthers. Darin verarbeitete Goethe seine platonische Beziehung zu der bereits verlobten Charlotte literarisch, die er 1772 auf einem Ball in Volpertshausen kennengelernt hatte.

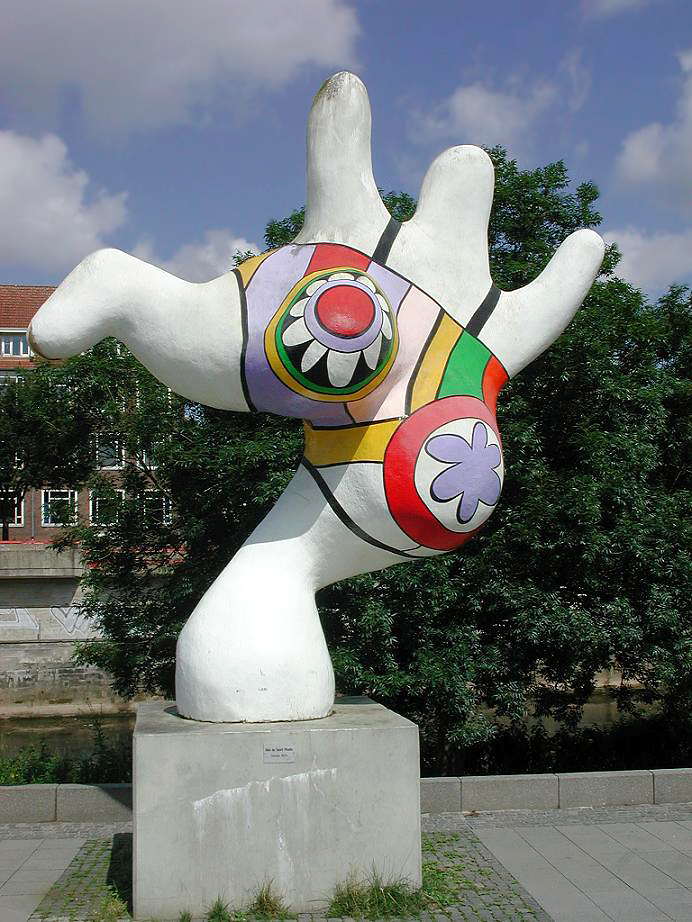
Nana „Sophie“
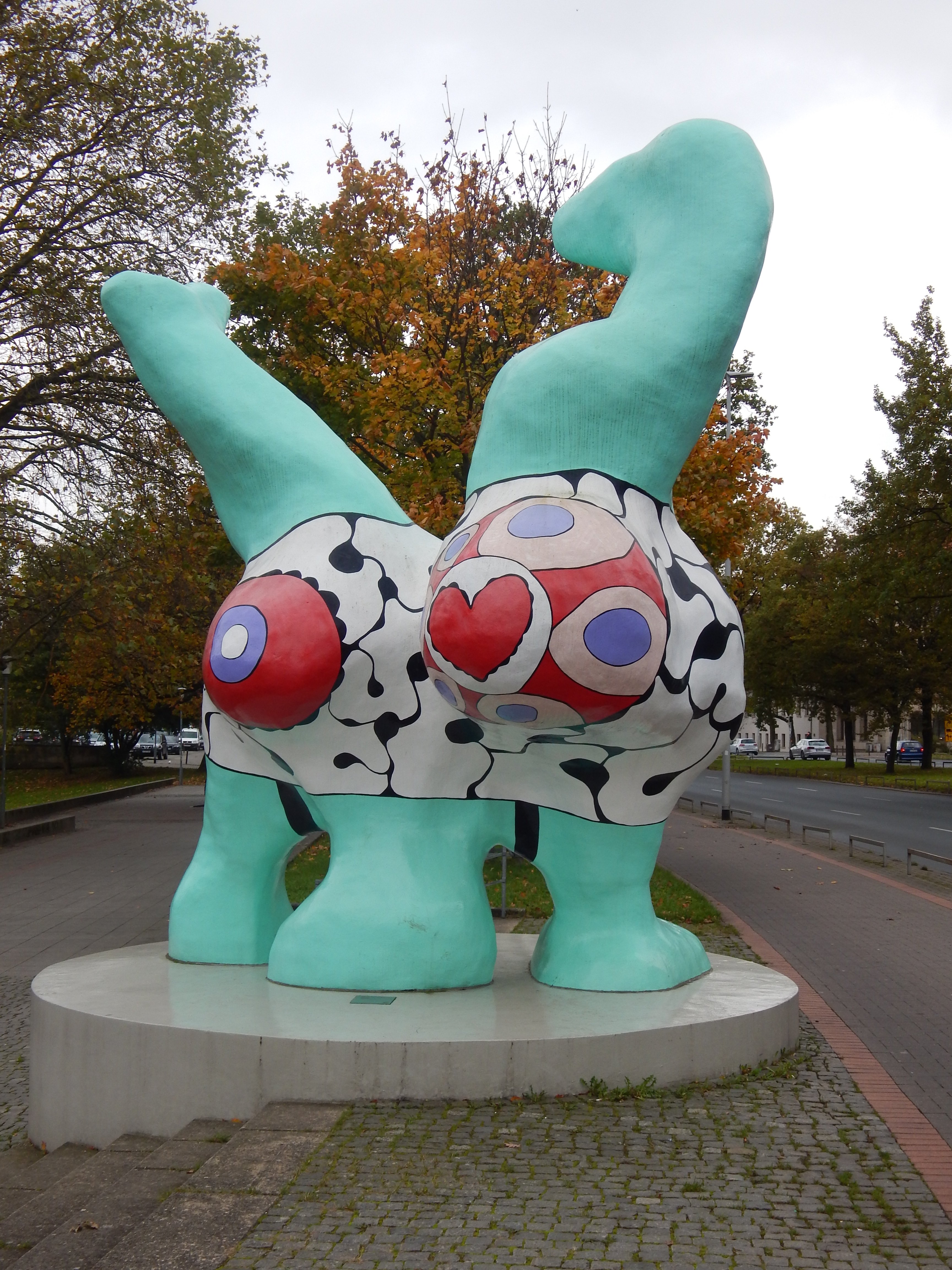
Nana „Caroline“
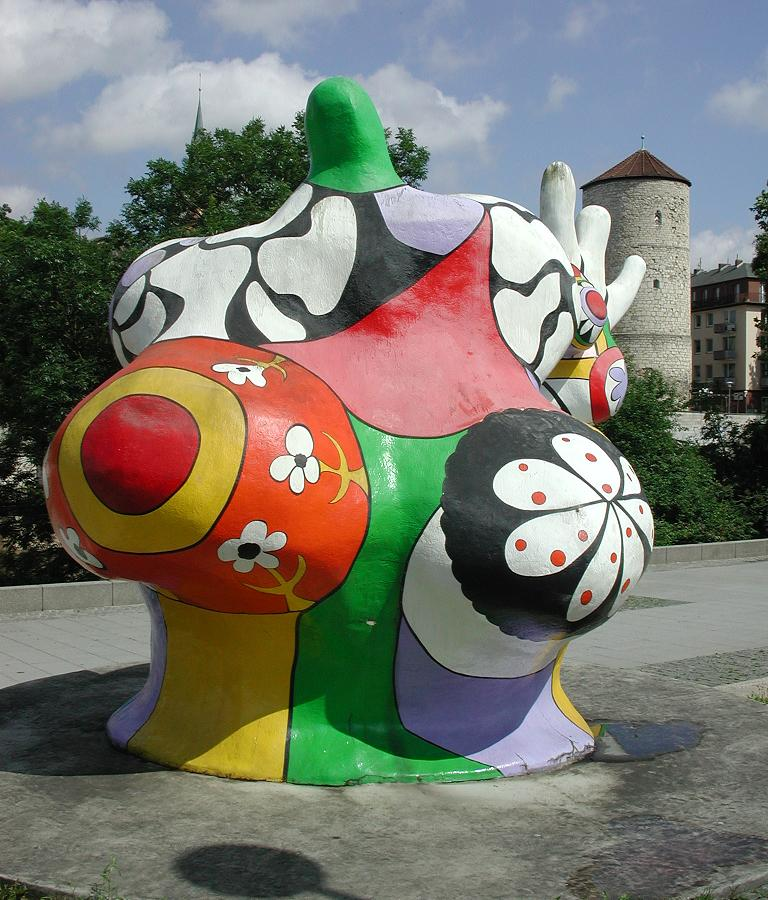
Nana „Charlotte“

## Geschichte
Die Installation der Skulpturen erfolgte am 14. Januar 1974. Anwesend war auch die Künstlerin Niki de Saint Phalle, die die Plastiken geschaffen hatte. Sie waren eine Auftragsarbeit für die Stadt, die sie für 180.000 DM erwarb. Während der Aufstellung erfolgte die Namensgebung spontan durch die Befragung von Schaulustigen nach bekannten Frauen aus Hannover.
Im Vorfeld der Aufstellung sammelte eine Bürgerinitiative 15.000, anderen Angaben nach 20.000 Unterschriften gegen die Frauenfiguren. In Leserbriefen an die Hannoversche Allgemeine Zeitung wurden die Nanas unter anderem als „Ekelhafte Scheußlichkeiten“, „Kulturschande“ und „Umweltverschmutzung“ bezeichnet. Sie seien „die Schnapsidee einer besoffenen Ratsherren-Stammtischrunde“. Wegen der Proteste wurde der damalige Stadtimagepfleger Mike Gehrke unter Polizeischutz gestellt. Der Protest bewirkte auch die erste Diskussion über Kunst im öffentlichen Straßenraum. Letztlich gaben die Figuren den entscheidenden Anstoß zu einer intensiven Auseinandersetzung über Kunst als eine Form der Alltagskultur. Die Aufstellung war Abschluss des hannoverschen Straßenkunstprogramms „Experiment Straßenkunst“ der frühen 1970er Jahre unter dem damaligen Oberstadtdirektor Martin Neuffer. Später wurden die Nanas zum Grundstein der Skulpturenmeile Hannover.
Alle zwei Jahre werden die Nanas gereinigt. 1988 und 2004 kam es zu größeren Sanierungen. 2018 lag der Wert der Figurengruppe einem Gutachten zufolge bei 3,5 Millionen Euro. Die Nanas werden von der Stadt Hannover zur Image- und Stadtwerbung eingesetzt. Laut der Stadt stehen sie für eine sinnliche Weiblichkeit und seien Sinnbild des Feminismus. Sie sind ein beliebtes Fotomotiv in der Stadt.
Das 50-jährige Aufstellungsjubiläum im Jahr 2024 beging die Stadt Hannover mit Veranstaltungen im zeitlichen Umfeld des Weltfrauentages.